# 清水町 (稲沢市)
清水町（しみずちょう）は、愛知県稲沢市の地名。

## 地理

### 河川・池沼
- 光堂川（かつて存在した光堂村とは読み方が異なる）

### 施設
- 清水神社
- 宝林寺

## 歴史

### 地名の由来
木曽川の伏流水が天神社のあたりで湧出していたことによるとされる。

### 沿革
- 1889年（明治22年） - 中島郡光堂村大字清水となる[1]。
- 1902年（明治35年） - 中島郡光郷村大字清水となる[1]。
- 1906年（明治39年） - 中島郡明治村大字清水となる[1]。
- 1955年（昭和30年） - 中島郡稲沢町大字清水となる[1]。
- 1958年（昭和33年） - 稲沢市大字清水が同市清水町となる[1]。
- 1977年（昭和52年） - 一部が生出山田町・生出東道根町・西島出町・西島新町となる[1]。
- 1978年（昭和53年） - 一部が竹腰本町・竹腰西町・竹腰北町となる[1]。
- 1983年（昭和58年） - 一部が横野東出町・横野河原町・横野堂根町となる[1]。

### 人口の変遷
国勢調査による人口および世帯数の推移。
| 1995年（平成7年）  | 205世帯 799人 |  |
| 2000年（平成12年） | 75世帯 311人  |  |
| 2005年（平成17年） | 77世帯 282人  |  |
| 2010年（平成22年） | 75世帯 270人  |  |
| 2015年（平成27年） | 93世帯 309人  |  |
| 2020年（令和2年）  | 90世帯 283人  |  |

### WEB
1. ↑  “愛知県稲沢市の町丁・字一覧”.   人口統計ラボ. 2023年5月5日閲覧。
2. 1 2  総務省統計局 (2022年2月10日). “令和2年国勢調査の調査結果(e-Stat) - 男女別人口，外国人人口及び世帯数－町丁・字等” (CSV). 2023年8月2日閲覧。
3. ↑  “読み仮名データの促音・拗音を小書きで表記するもの(zip形式) 愛知県” (zip).   日本郵便 (2024年2月29日). 2024年3月26日閲覧。
4. ↑  “市外局番の一覧” (PDF).   総務省 (2022年3月1日). 2022年3月22日閲覧。
5. ↑  “ナンバープレートについて”.   一般社団法人愛知県自動車会議所. 2024年1月21日閲覧。
6. ↑  総務省統計局 (2014年3月28日). “平成7年国勢調査の調査結果(e-Stat) - 男女別人口及び世帯数 －町丁・字等” (CSV). 2021年7月20日閲覧。
7. ↑  総務省統計局 (2014年5月30日). “平成12年国勢調査の調査結果(e-Stat) - 男女別人口及び世帯数 －町丁・字等” (CSV). 2021年7月20日閲覧。
8. ↑  総務省統計局 (2014年6月27日). “平成17年国勢調査の調査結果(e-Stat) - 男女別人口及び世帯数 －町丁・字等” (CSV). 2021年7月21日閲覧。
9. ↑  総務省統計局 (2012年1月20日). “平成22年国勢調査の調査結果(e-Stat) - 男女別人口及び世帯数 －町丁・字等” (CSV). 2021年7月21日閲覧。
10. ↑  総務省統計局 (2017年1月27日). “平成27年国勢調査の調査結果(e-Stat) - 男女別人口及び世帯数 －町丁・字等” (CSV). 2021年7月21日閲覧。

### 書籍
1. 1 2 3 4 5 6 7 8 9  「角川日本地名大辞典」編纂委員会 1989, p. 650.